# Kuvsletta
Kuvsletta är en platå i Östantarktis. Norge gör anspråk på området.